# Благовещенское (Дмитровский городской округ)
Благове́щенское — деревня в Дмитровском районе Московской области, в составе городского поселения Дмитров. Население — 5 чел. (2010). До 2006 года Благовещенское входило в состав Кузяевского сельского округа.

## Расположение
Деревня расположена в центральной части района, примерно в 9 км южнее Дмитрова, на левом берегу малой речки Скороданка, высота центра над уровнем моря 177 м. Ближайшие населённые пункты — Батюшково на западе, Голиково на юго-западе и Горки на юге.

## Население
| 2002 | 2006 | 2010 |
| ---- | ---- | ---- |
| 7    | ↘6   | ↘5   |